# Kłodniczy Parów
Kłodniczy Parów (900–1000 m n.p.m.) – dolina w Górach Bialskich, w Sudetach.
Wąska dolina dopływu potoku Bielawka w lesie świerkowym regla dolnego, wchodzi w północne zbocze wzniesienia Orlik.